# Rete filoviaria di Livorno
La rete filoviaria di Livorno fu in esercizio nella città toscana dal 1935 al 1973.

## Storia
Sin dal 1931 il comune di Livorno intendeva ammodernare il sistema dei trasporti cittadino, giudicando la rete tranviaria esistente non più in grado di rispondere ai bisogni della cittadinanza. Dopo tre anni di trattativa il Comune e la Société Anonyme des Tramways de Livourne si accordarono per il passaggio della rete e dei mezzi al Comune; nel gennaio 1935 fu stipulata una convenzione quindicennale con la Fiat con la quale la Casa torinese otteneva l'esclusiva dell'esercizio urbano cittadino e si impegnava a trasformare quasi tutte le tranvie in filovie.
Il programma fu predisposto dalla Società Trasporti Urbani (STU), azienda milanese facente capo alla Fiat: prevedeva la ristrutturazione del servizio su otto linee (cinque filovie e tre tranvie) oltre ad autolinee integrative esercite dalla Compagnia Autobus di Milano (affiliata alla STU). I lavori di impianto durarono fino alla fine dell'estate 1935; l'inaugurazione avvenne il successivo 28 ottobre e lo stesso giorno iniziò il servizio regolare sulla tratta Stazione Centrale-piazza Vittorio Emanuele. Al termine dei lavori di trasformazione la rete dei trasporti urbani labronici consisteva di cinque linee filoviarie e due tranviarie, tutte indicate da lettere.
Negli anni successivi vi furono alcune modifiche ai percorsi: la rete raggiunse una lunghezza di costruzione di 20,740 km (oltre 37 km la lunghezza di esercizio). I passeggeri trasportati erano circa 13 milioni all'anno.
L'esercizio filoviario fu inizialmente poco influenzato dalla seconda guerra mondiale, ma a partire dal 1943 gli effetti furono sensibili: due vetture furono distrutte da un bombardamento il 28 giugno 1943, così come gran parte della linea di contatto nel centro; bombardamenti successivi provocarono altri danni, tanto che da novembre 1943 il servizio fu limitato alla linea Colline-Via Roma-Montenero. Inoltre, nel dicembre 1943 quindici filobus furono requisiti dalla Wehrmacht e inviati in Germania.
Il servizio, sospeso il 1º luglio 1944 dopo che le truppe tedesche in ritirata avevano distrutto cabine e linee elettriche, poté riprendere il successivo 25 ottobre sulla tratta Montenero-Ardenza Terra-Barriera Roma-Via Roma-Corso Amedeo-Piazza della Vittoria. Impianti e rotabili furono progressivamente ripristinati nei mesi successivi.
In vista della scadenza della concessione l'amministrazione municipale concordò con la STU una forma di cointeressenza nella gestione della rete: si aprirono nuove linee e furono acquistati nuovi filobus. Con delibera del Consiglio Comunale del 13 ottobre 1949 la gestione dei trasporti pubblici fu affidata ad un'azienda speciale comunale, l'Azienda Trasporti Autofiloviari Municipali (ATAM), che dal 1º gennaio 1950 subentrò alla STU.
Negli anni successivi si registrò uno sviluppo della rete filoviaria, con l'acquisto di nuovi mezzi e l'ampliamento della rete. La crescita della città di Livorno avvenuta negli anni cinquanta portò alla necessità di servire i nuovi quartieri sorti in particolare nella zona di Ardenza e a nord della città: nel biennio 1956-1957 furono condotti studi per la ristrutturazione della rete che furono messi in pratica il 23 marzo 1958, quando fu approntata una revisione della rete su dieci linee.
Nel 1960 si ebbe la massima estensione della rete livornese, con 34 km di lunghezza di costruzione e 79,9 km di lunghezza d'esercizio; proprio in quell'anno, però, iniziò ad osservarsi la tendenza alla riduzione della rete filoviaria, dovuta agli oneri per il rinnovo del parco rotabile, allo stato della rete aerea e alle tendenze del trasporto pubblico verso l'impiego di autobus: la prima linea ad essere soppressa fu la 3, trasformata in autolinea.
La soppressione delle filovie proseguì negli anni successivi, nonostante proteste da parte del Consiglio comunale. Le ultime linee rimaste, le circolari 4 e 5 e la 6, furono trasformate in autolinee a partire dal 23 ottobre 1973. Con delibera del consiglio di amministrazione dell'ATAM del 31 luglio 1974 si decise lo smantellamento della rete filoviaria e la radiazione dei filobus.

## Linee

### Rete filoviaria a fine 1935[5]
- A Stazione Centrale-Piazza Grande-Piazza Cavour-Lungomare-Ardenza Mare-Antignano
- M Stazione Centrale-Piazza Grande-Piazza Cavour-Lungomare-Ardenza Mare-Ardenza Terra-Montenero
- S Stazione Centrale-Scali Saffi-Piazza Cavour-Lungomare-San Jacopo
- C Stazione Centrale-Via di Colline-Spedali Riuniti-Piazza Cavour-Piazza Grande
- T Piazza Grande-Piazza Cavour-Via Roma-Ardenza Terra

### Rete filoviaria al 1º gennaio 1950[12]
- A Stazione Centrale-Viale Carducci-Piazza Repubblica-Scali Saffi-Piazza Cavour-Corso Mazzini-Viale Italia-Ardenza Mare-Antignano
- C Stazione Centrale-Via di Colline-Piazza Cavour
- M Stazione Centrale-Viale Carducci-Piazza Repubblica-Scali Saffi-Piazza Cavour-Corso Mazzini-Viale Italia-Ardenza Mare-Ardenza Terra-Montenero
- S Stazione Centrale-Viale Carducci-Piazza Repubblica-Scali Saffi-Piazza Cavour-Corso Mazzini-Viale Italia-Ardenza Mare
- T STANIC-Via Aurelia-Via Garibaldi-Piazza Repubblica-Scali Saffi-Piazza Cavour-Via Roma-Ardenza Terra
- V Stazione Centrale-Viale Risorgimento-Salviano-Spedali riuniti-Via di Colline (Via Gramsci)-Piazza Magenta-Corso Amedeo-Corso Mazzini-Viale Italia-Ardenza Mare
- GT Via Provinciale Pisana-Via Garibaldi-Piazza Repubblica-Scali Saffi-Piazza Cavour, con anello Via Roma-Ardenza Terra-Ardenza Mare-Viale Italia-Corso Mazzini-Piazza Repubblica-Scali Saffi-Piazza Cavour-Via Provinciale Pisana

### Rete filoviaria al 23 marzo 1958[20]
- 1 Stazione Centrale-Viale Carducci-Via Grande-Piazza Grande-Via Cairoli-Piazza Cavour-Corso Mazzini-Viale Italia-Ardenza Mare-Antignano
- 2 Stazione Centrale-Viale Carducci-Via Grande-Piazza Grande-Via Cairoli-Piazza Cavour-Corso Mazzini-Viale Italia-Ardenza Mare-Ardenza Terra-Montenero
- 3 Stazione Centrale-Viale Carducci-Via Grande-Piazza Grande-Via Cairoli-Piazza Cavour-Via Roma-Piazza Fioravanti (con corse deviate per Scali Saffi le mattine dei giorni feriali)
- 4 (circolare sinistra) Stazione Centrale-Viale Carducci-Via Grande-Piazza Grande-Via Cairoli-Piazza Cavour-Via Marradi-Barriera Roma-Ardenza Terra-Ardenza Mare-Viale Italia-Corso Mazzini-Via Grande-Piazza Grande-Via Cairoli-Piazza Cavour-Via Garibaldi-Via Donnini-Stazione Centrale
- 5 (circolare destra) percorso inverso alla 4
- 6 Stazione Centrale-Via Donnini-Via Garibaldi-Via Grande-Piazza Grande-Via Cairoli-Piazza Cavour-Via Marradi-Piazza Belle Arti (prolungata da dicembre 1958 ad Ardenza Terra, con corse deviate per Scali Saffi le mattine dei giorni feriali). Dopo le 21, proseguiva per Montenero.
- 7 Stazione Centrale-Viale Risorgimento-Via di Colline-Spedali Riuniti-Viale Marconi-Piazza Magenta-Via Grande-Piazza Grande-Via Cairoli-Piazza Cavour-Scali Cialdini-Viale Italia-Barriera Margherita (con corse estive prolungate ad Ardenza Mare). Fu prolungata nei mesi estivi fino ad Antignano.
- 8 Stazione Centrale-Viale Risorgimento-Via di Colline-Spedali Riuniti-Viale Marconi-Piazza Magenta-Via Grande-Piazza Grande-Via Cairoli-Piazza Cavour-Via Borra-Porta San Marco-Via Filzi-Cimiteri Comunali
- 9 Cimiteri Comunali-Via Filzi-Porta San Marco-Via Borra-Via Grande-Piazza Grande-Via Cairoli-Piazza Cavour-Corso Mazzini-Viale Italia-Ardenza Mare (prolungata a Montenero nelle ore di punta)
- 10 STANIC-Via Aurelia-Via Garibaldi-Via Grande-Piazza Grande-Via Cairoli-Piazza Cavour-Via Roma-Piazza Fioravanti

## Mezzi
| Numeri  | Anno      | Telaio        | Carrozzeria | Parte elettrica | Note                                                             |
| ------- | --------- | ------------- | ----------- | --------------- | ---------------------------------------------------------------- |
| 1 a 35  | 1935-1936 | Fiat 656F/511 | Fiat        | CGE             | il numero 3 trasformato in filocarro di servizio fino al termine |
| 36 a 39 | 1939      | Fiat 656F/551 | Fiat        | Marelli         | Acquistati nel 1946 dalla filovia Anzio-Nettuno                  |
| 40 a 43 | 1947      | Fiat 672F/122 | Casaro      | CGE             |                                                                  |
| 44 a 55 | 1949-1952 | Fiat 668F/131 | Cansa       | Marelli         |                                                                  |
| 56 a 59 | 1954      | Fiat 2401FM   | Cansa       | Marelli         |                                                                  |
| 60 a 65 | 1958-1959 | Fiat 2411     | Cansa       | CGE             | 61,62,63 e 65 venduti nel 1974 alla rete di Modena               |
| 66 a 71 | 1960      | Fiat 2411     | Cansa       | Marelli         |                                                                  |